# 伊萨松多
伊萨松多（西班牙語：Isasondo）是西班牙巴斯克自治区吉普斯夸省的一个市镇。总面积9平方公里，总人口576人（2001年），人口密度64人/平方公里。